# Sonya Noskowiak
Sonya Noskowiak (Leipzig, 25 de noviembre de 1900-Greenbrae, 28 de abril de 1975) fue una fotógrafa alemana.
Comienza su carrera en 1929 en el estudio de Johan Hagemeyers en Los Ángeles. Poco después trabajará para Edward Weston, con quien vivirá entre 1929 y 1934, manteniendo al mismo tiempo su propia clientela de retratos.
En 1932 funda, junto a Imogen Cunningham, John Paul Edwards, Ansel Adams, Henry Swift, Willard van Dyke y Edward Weston el Grupo f/64.
Sus fotografías se publican por primera vez en 1934 en una exposición del Grupo f/64. En los siguientes años también realizará sus propias exposiciones en las galerías de Ansel Adams, Denny-Watrous y Williard Van Dykes.
En 1935 funda su propio estudio en San Francisco, en el que trabajará hasta el año 1965.
Muchas de sus fotografías se encuentran hoy día en el Center for Creative Photography en Tucson.